# لجنة تكريم شهداء الحركة الإسلامية العالمية
لجنة تكريم شهداء الحركة الإسلامية العالمية أو اللجنة العالمية لتكريم شهداء النهضة الإسلامية هي مؤسسة في إيران. استطاعت اللجنة جمع توقيعات 60 ألف متطوع لعلميات استشهادية في فلسطين.
أنتجت هذه المؤسسة 16 فيلمًا كان آخرها إعدام فرعون الذي يصف الرئيس المصري السابق محمد أنور السادات ب«الخائن» ويصف قاتله خالد الإسلامبولي ب«الشهيد». أحدث الفيلم توترات في العلاقات المصرية الإيرانية. وتعكف على إنتاج فيلم آخر متعلق بنفس الموضوع بعنوان «34 رصاصة للفرعون».
تقول بعض المصادر أنه قد تم إنشاء هذه اللجنة في ديسمبر 2003 من قبل التيار المحافظ بهدف إفشال جهود الرئيس الإيراني الإصلاحي السابق محمد خاتمي الرامية إلى إعادة توطيد العلاقات المصرية الإيرانية.

## اقرأ أيضا
- إعدام فرعون